# UDBA
O Serviço de Segurança do Estado, também conhecido por seu nome original como Administração de Segurança do Estado, era a organização policial secreta da República Socialista Federativa da Iugoslávia. Sempre foi mais conhecido pelo acrônimo UDBA, derivado do nome original da organização na língua servo-croata: "Uprava državne bezbednosti" ("Administração de Segurança do Estado"). As siglas SDB (sérvio) ou SDS (croata) foram usadas oficialmente depois que a organização foi renomeada para "Serviço de Segurança do Estado".  Em suas últimas décadas, era composto por oito organizações de polícia secreta semi-independentes - uma para cada uma das seis repúblicas federais iugoslavas e duas para as províncias autônomas - coordenadas pelo quartel-general federal central na capital Belgrado. 
Embora operasse com mais moderação do que as agências de polícia secreta nos estados comunistas da Europa Oriental, a UDBA era uma ferramenta de controle temida. Alega-se que a UDBA foi responsável pelas "eliminações"  de dezenas de inimigos do estado dentro da Iugoslávia e internacionalmente (estima cerca de 200 assassinatos e sequestros). As eliminações variam desde os líderes croatas Ustaše da Segunda Guerra Mundial, Ante Pavelić e Vjekoslav Luburić (na Argentina e na Espanha), ao escritor emigrante croata Bruno Bušić e ao escritor emigrante bósnio Dragiša Kašiković, embora os criminosos de guerra devam ser distinguidos daqueles assassinados apenas por dissidência ou razões políticas. 
Com a dissolução da Iugoslávia, as repúblicas separatistas formaram suas próprias agências de polícia secreta, enquanto o Serviço de Segurança do Estado da República Federal da Jugoslávia manteve seu nome da era UDBA.

## Nome
Desde a sua fundação em 1946, a organização da polícia secreta originalmente tinha o nome de "Administração de Segurança do Estado". Na Iugoslávia, a língua administrativa predominante no nível federal era a língua servo-croata e, mais especificamente, a variante sérvia: nela o nome era Uprava državne bezbednosti ("Управа државне безбедности" na escrita cirílica coigual). Daí derivou a sigla "UDB", ou, de forma menos formal e precisa: "UDBA". "UDBA" (pronunciado como uma única palavra e não um acrônimo), foi o nome coloquial mais comum para a organização ao longo de sua história.
Após 20 anos, em 1966, com a queda política de seu chefe linha-dura, Aleksandar Ranković, a organização foi renomeada para "Serviço de Segurança do Estado", que (na variante sérvia do servo-croata) é " Služba državne bezbednosti " (Служба државне безбедности), com a sigla SDB correspondente. Mesmo que esse fosse o seu nome pelos 28 anos restantes da existência da Iugoslávia, nunca deixou de ser conhecido principalmente como "(o) UDBA". Mesmo depois de ter sido (pelo menos formalmente) descentralizado em 1967 em 8 organizações semi-independentes, cada uma respondendo a uma entidade federal individual.

## Funções

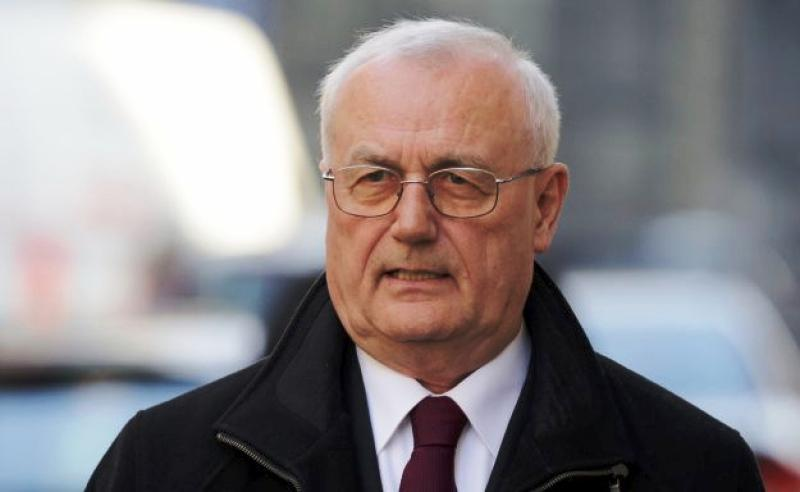
Josip Perković, Diretor do UDBA

A UDBA formou a maior parte dos serviços de inteligência iugoslavos de 1946 a 1991 e foi a principal responsável pela segurança interna do estado. Depois de 1946, o UDBA passou por inúmeras mudanças de segurança e inteligência devido a questões atuais da época, incluindo: combate a gangues; proteção da economia; Cominform/Informbiro; e aspirações burocráticas. Em 1945 e 1946, por exemplo, a UDBA foi organizada em distritos. Em 1950, quando as unidades administrativo-territoriais foram abolidas como autoridades,  a UDBA foi reorganizada novamente. Durante este período as atividades de inteligência e segurança concentraram-se menos na inteligência e mais na segurança interna. Havia uma ênfase no coletivismo, fraternidade, harmonia social, lealdade e tolerância para com aqueles com pontos de vista diferentes. O desvio desse conjunto de valores tornou-se um problema imediato para os serviços de segurança.
Mais tarde, o uso da força foi mitigado e quando o processo de "descentralização do poder popular" começou, os serviços de inteligência e segurança sofreram uma nova reorganização para descentralizar o poder e aumentar a eficácia. No plenário do Comitê Central em julho de 1966, a direção política acusou os SDB de dificultar as reformas para a autogestão. Como resultado, a SDB foi descentralizada, seu quadro de pessoal reduzido (especialmente no nível federal) e comissões de controle estabelecidas. Novos regulamentos foram emitidos, fortalecendo a iniciativa independente dos serviços de segurança do Estado das seis repúblicas iugoslavas e das províncias autônomas. O SDB foi privado de funções executivas e encarregado de identificar e prevenir atividades hostis.  A Lei de Assuntos Internos  e o Decreto sobre a Organização da Secretaria de Assuntos Internos do Estado regulamentaram a autoridade de segurança de inteligência como prerrogativa da Direção de Segurança do Estado dentro do Ministério do Interior. A reorganização seguinte abordou questões relativas à competência da federação (segurança do estado, trânsito fronteiriço, cidadãos estrangeiros, passaportes, introdução e divulgação de imprensa estrangeira e cidadania federal).

## Estrutura
A atividade de inteligência e segurança foi organizada da seguinte forma:
- Depois de OZNA (Одељење заштите народа/Odeljenje zaštite naroda) ter sido abolido, a atividade de inteligência foi dividida entre vários ministérios federais: o Ministério Federal do Interior pela Administração de Segurança do Estado e o Ministério Federal das Relações Exteriores pelo Serviço de Pesquisa e Documentação (SID) que coletou informações políticas estrangeiras; a inteligência de defesa militar foi tratada pelo 2º Departamento GS - KOS (Kontraobaveštajna služba/Контраобавештајна служба/Serviço de Contra-Inteligência) do Exército do Povo Iugoslavo.
- A SDB nas repúblicas não era autônoma, mas vinculada ao serviço federal que coordenava os trabalhos e dava instruções.
- A segurança do Estado era regulada por legislação secreta (diário oficial secreto), que prescrevia o uso de operações especiais. O SDB realizou buscas domiciliares, interceptações secretas dentro das instalações, interceptação de telecomunicações, vigilância secreta de pessoas e interceptação secreta de cartas e outras remessas.
- O principal interesse do SDB era a segurança interna; identificar e obstruir as atividades do "inimigo doméstico" (ou seja, a "direita burguesa", clericalistas, membros do Cominform, nacionalistas e separatistas). O trabalho de inteligência no exterior foi considerado menos importante e estava sob controle federal.
- O SDB era uma "polícia política", subordinada à organização partidária da qual recebia suas orientações e à qual se reportava. O SDB estava tão profundamente enraizado no sistema político que uma de suas tarefas era a preparação de "Avaliações de Segurança Política"; isto é, avaliações em literalmente todas as esferas da vida.
- Durante sua atividade, o SDB gozou de uma ampla gama de poderes, incluindo os clássicos poderes de polícia (identificações, interrogatórios e prisões).
- A organização SDB estava em constante mudança e aperfeiçoamento, mas permanecia atrelada à unidade central nas capitais das repúblicas e a grupos de trabalho menores no campo. Todas as informações e dados fluíam para a unidade central nas capitais e de lá eram encaminhados aos usuários. Os grupos de campo tinham contatos de trabalho com as autoridades locais, mas não respondiam a eles.

## Atividades

### 1946–1986

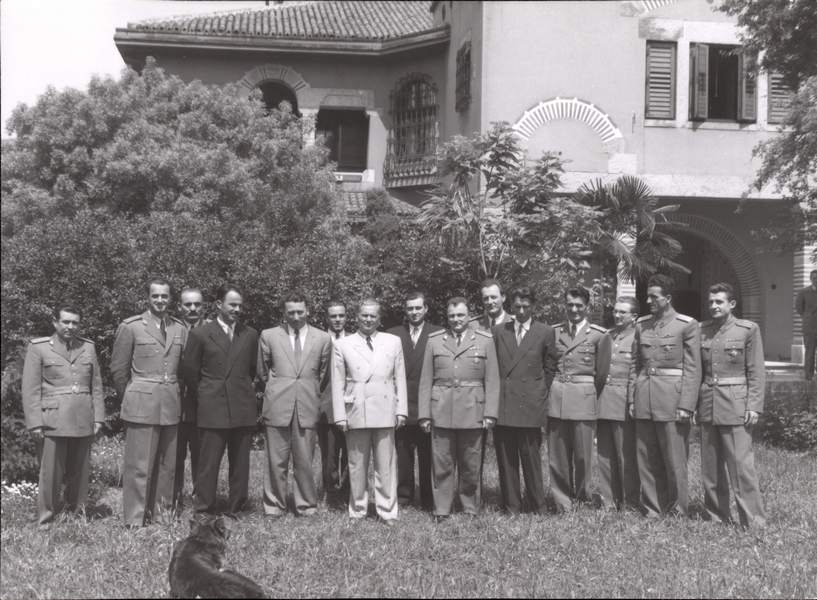
Josip Broz Tito com representantes da UDBA, 1951.

Uma das primeiras ações bem-sucedidas da UDBA foi a operação Gvardijan, que negou a Božidar Kavran a chance de se infiltrar em grupos ex-Ustasha para iniciar uma revolta contra a Iugoslávia, eventualmente capturando o próprio Kavran.
De 1963 a 1974, os serviços de inteligência de segurança lidaram com uma série de eventos políticos domésticos e estrangeiros. Em casa, houve confrontos políticos antes e depois do Brioni Plenum (1966), explosões liberais e grandes manifestações estudantis esquerdistas em Belgrado em 1968, Hrvatsko proljeće (Primavera croata) ou "MASPOK" (movimento de massas) na Croácia em 1971, um incursão nacionalista do grupo Bugojno na área de Raduša (1972), e um renascimento do nacionalismo nas repúblicas iugoslavas. O evento mais significativo no exterior foi a invasão das tropas do Pacto de Varsóvia da Tchecoslováquia em 1968.
Estas eram as circunstâncias no momento em que o primeiro ato sobre assuntos internos das repúblicas individuais foi adotado em 1967. De acordo com esta lei, os assuntos internos eram tratados diretamente pelos órgãos administrativos municipais e pelas secretarias de assuntos internos de cada república ou pelos seus órgãos provinciais. Esta foi a primeira vez desde 1945 que as repúblicas ganharam controle e maior influência sobre seus órgãos de segurança individuais e serviços de segurança de inteligência.
O Serviço de Segurança do Estado (SDB) foi definido por lei como um serviço profissional da Secretaria da Administração Interna da República (RSUP). Naturalmente, a maior parte de sua competência permanecia nas instituições federais, conforme previa a Lei de Corregedoria Interna de Órgãos da Administração Federal (1971), que determinava que a secretaria federal de corregedoria coordenasse o trabalho dos SDB nas repúblicas e províncias.  Outros passos foram dados com a transformação da administração estadual, a adoção da Lei Federal sobre Administração Estatal (1978) e a Lei da República (1978). O recém-adotado ato de assuntos internos encarregou a Secretaria de Assuntos Internos da República (RSUP) de questões de segurança do estado, que então se tornaram questões RSUP e não receberam mais tratamento especial "no RSUP". Esta resolução permaneceu em vigor até as modificações de 1991 da lei de assuntos internos.

### período pós-1986
O papel da inteligência e da segurança mudou depois de 1986, quando uma mentalidade diferente reinou dentro do Partido e os processos de democratização foram iniciados. Agências de segurança de inteligência foram atacadas e muitas pessoas começaram a escrever publicamente e criticar o SDB. A organização partidária foi abolida no SDB e começaram as primeiras tentativas de introdução do controle parlamentar.
As primeiras eleições multipartidárias democráticas em 1990, que fortaleceram o processo de democratização, repercutiram na Secretaria Federal de Assuntos Internos (SSUP) e no Serviço Federal de Segurança do Estado (SSDB), que lutavam para manter o controle sobre os SDBs individuais nas repúblicas, que se tornaram cada vez mais desunidos. Eles ainda estavam legalmente ligados aos órgãos federais, mas estavam se conscientizando de que operavam e trabalhavam em sua república particular. Alguns quadros profissionais, especialmente os do "campo doméstico" (lidando com a "direita burguesa", clericalistas e movimentos estudantis) começaram a deixar o serviço. O conflito aumentava e os arquivos do SDB eram sistematicamente destruídos. Em sua busca por novas funções, os SDBs também começaram a limitar as informações que enviavam ao SSDB. Eles acabaram restringindo suas informações a serviços de inteligência estrangeiros.
Junto com o enfraquecimento da posição do SSDB, tentativas foram feitas pelo Serviço de Segurança do Exército do Povo Iugoslavo ou KOS para fortalecer suas próprias fortalezas nas diferentes repúblicas e nos SDBs individuais. As tentativas falharam porque dependiam de quadros de outras nacionalidades ainda empregados nos SDBs, mas que não tinham acesso a bases de dados e não tinham poder de decisão devido à sua orientação "iugoslava". 
Arquivos divulgados recentemente contêm informações sobre um milhão de cidadãos da República Socialista da Eslovênia e outras ex-repúblicas iugoslavas, cujos arquivos o UDBA na Eslovênia manteve registros. Em 2003 e 2010, foi possível consultar no site udba.net os nomes dos agentes da UDBA na Eslovênia, alguns dos quais ainda atuam nas Forças Armadas eslovenas e no Ministério do Interior. O governo da Eslovênia exigiu prontamente a remoção de páginas do site, portanto, elas não estão acessíveis no momento.

## Lista de alvos notáveis
| Ano  | País               | Alvo assassinado         |
| ---- | ------------------ | ------------------------ |
| 1946 | Itália             | Ivo Protulipac           |
| 1969 | Alemanha Ocidental | Nahid Kulenović          |
| 1969 | Espanha            | Vjekoslav (Maks) Luburić |
| 1977 | Estados Unidos     | Dragiša Kašiković        |
| 1978 | França             | Bruno Bušić              |
| 1981 | Alemanha Ocidental | Jusuf Gërvalla           |
| 1983 | Alemanha Ocidental | Stjepan Đureković        |
| 1990 | Bélgica            | Enver Hadri              |